# Campiglossa grandinata
Campiglossa grandinata
 es una especie de insecto díptero que Camillo Rondani describió científicamente por primera vez en el año 1870.
Esta especie pertenece al género Campiglossa de la familia Tephritidae.